# 尚特赖讷 (默兹省)
尚特赖讷（法語：Chanteraine，法語發音：[ʃɑ̃tʁɛn]）是法国默兹省的一个市镇，属于巴勒迪克区。

## 地理
尚特赖讷（48°40'50"N, 5°22'13"E）面积22.4 平方千米，位于法国大東部大區默兹省，该省份为法国西北部内陆省份，北与比利时接壤，西接马恩省和阿登省，南至上马恩省和孚日省，东临默尔特-摩泽尔省。
与尚特赖讷接壤的市镇（或旧市镇、城区）包括：维勒龙库尔、博维奥勒、日夫罗瓦勒、利尼昂巴鲁瓦、默诺库尔、奈欧福日、大楠苏瓦、艾尔河畔圣欧班、索尔沃。

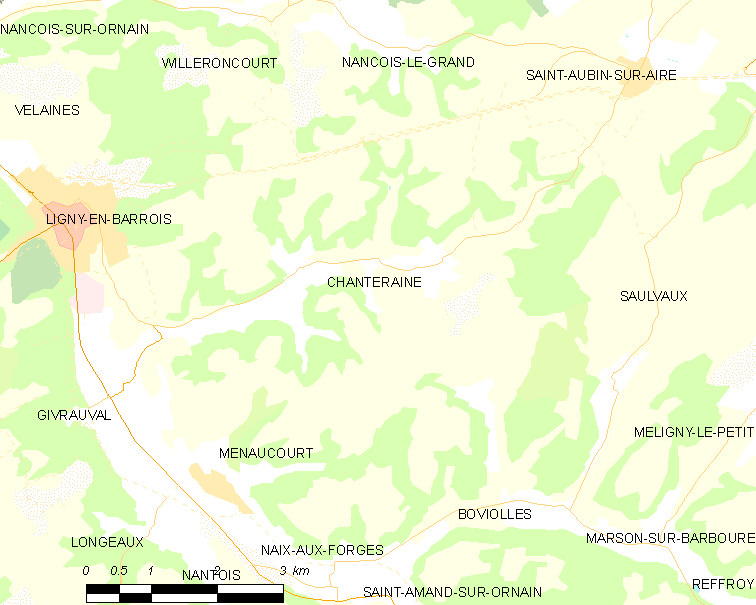
的OSM定位图

尚特赖讷的时区为UTC+01:00、UTC+02:00（夏令时）。

## 行政
尚特赖讷的邮政编码为55500，INSEE市镇编码为55358。

## 政治
尚特赖讷所属的省级选区为利尼昂巴鲁瓦县。

## 人口

1962-2008年间人口变化图示

尚特赖讷于2022年1月1日时的人口数量为186人。